# Politica della Slovacchia
Il sistema politico della Repubblica Slovacca è quello di una democrazia rappresentativa, nella forma di repubblica parlamentare o, secondo alcuni giuristi e politologi, semipresidenziale. I partiti politici sono di fondamentale importanza, in quanto sono rappresentati all'interno del Consiglio nazionale, l'organo legislativo del Paese; le elezioni del Consiglio nazionale, così come le elezioni europee, si svolgono con il sistema proporzionale. Il capo dello Stato è il Presidente della Repubblica, eletto direttamente dai cittadini. La Corte costituzionale è l'organo di tutela della Costituzione.
L'ordinamento giuridico slovacco è quello di diritto romano-germanico, basato sui codici austro-ungarici. Il Paese aderisce all'Organizzazione per la sicurezza e la cooperazione in Europa e, in quanto membro dell'ONU, alla Corte internazionale di giustizia. La Slovacchia ha inoltre ratificato lo Statuto di Roma, quindi aderisce alla Corte penale internazionale dell'Aia.
Il 1º gennaio 1993 la Slovacchia si è separata dalla Cechia, prima unite nella Repubblica Federale Ceca e Slovacca, nel processo storico e politico noto come "divorzio di velluto", in quanto avvenuto pacificamente e con il consenso da parte di entrambe le parti coinvolte. Da allora il Paese è sempre stato una repubblica parlamentare, ma ha attraversato fasi caratterizzate da illiberalismo.

## Organizzazione generale
Il sistema politico della Slovacchia si basa sul principio della separazione dei poteri, per cui al Consiglio nazionale spetta il potere legislativo, al Governo quello esecutivo e alla magistratura quello giudiziario. La legge fondamentale della Repubblica è la Costituzione (Ústava Slovenskej Republiky). Essa è stata adottata dal Consiglio nazionale il 1º settembre 1992 ed è stata firmata due giorni dopo, il 3 settembre, nella Sala dei Cavalieri del Castello di Bratislava. L'entrata in vigore è avvenuta il 1° ottobre successivo, ma alcune parti hanno dovuto attendere l'indipendenza del Paese per entrare in vigore. Il 1° settembre di ciascun anno ricorre il "Giorno della Costituzione della Repubblica Slovacca" (Deň Ústavy Slovenskej Republiky).
Nel 1996 una revisione costituzionale ha introdotto l'elezione diretta del Capo dello Stato, precedentemente eletto dal Consiglio nazionale, mentre nel 2001 un'altra riforma ha aperto al Paese la strada per l'ingresso nell'Unione europea.

## Quadro politico
Sin dalla sua indipendenza nel 1993, la Slovacchia è stata divisa in due principali blocchi politici: il primo, con un orientamento di politica estera più vicina alla Russia, è descritto come “populista di sinistra” o “social-nazionale”. Negli anni ’90 il campo era dominato dall’Partito popolare e dalla metà degli anni 2000 da Smer-SD. Inoltre nel campo sono inclusi anche il SNS e il Partito comunista. Il secondo campo, con un orientamento più atlantista in politica estera, è descritto come “centro-destra” e storicamente comprendeva i partiti SDKÚ e KDH; oggi appartengono a questo campo anche i partiti SaS, Slovacchia, Progresívne Slovensko, SPOLU e Za ľudí. Negli ultimi anni è aumentata la popolarità dei partiti estremisti di destra e populisti, in particolare di ĽSNS, Repubblica e Sme rodina. C'è un partito che supporta gli interessi della minoranza ungherese, Alleanza.

## Potere legislativo

### Consiglio nazionale
Il Consiglio nazionale (Národná rada) è il parlamento monocamerale del Paese. Si compone di 150 membri eletti direttamente dai cittadini, ogni 4 anni. Ha diritto di voto ogni cittadino che abbia almeno 18 anni il giorno delle elezioni; il sistema elettorale è proporzionale. Il Consiglio nazionale esercita il potere legislativo, tramite la presentazione e l'approvazione dei disegni di legge ordinari e in materia costituzionale e adotta il bilancio dello Stato. I membri del Consiglio non hanno vincolo di mandato. In casi straordinari il Consiglio nazionale può essere sciolto dal Presidente della Repubblica. Ha sede nel Castello di Bratislava. L'attuale Presidente è Peter Žiga (HLAS-SD).
Il Consiglio nazionale attuale è l'erede del Consiglio nazionale slovacco, esistito dal 1943 —come organo inizialmente della resistenza cecoslovacca, al quale rispondeva l'insurrezione nazionale slovacca — al 1992.

### Partiti rappresentati nel Consiglio nazionale
|         | |                                                                |                  |          |             |
| Partito | Partito | Ideologia                                                      | Leader           | Seggi    | Posizione   |
|         | Direzione - Socialdemocrazia (Smer-SD) Smer – sociálna demokracia                                                               | Populismo di sinistra, Socialdemocrazia, Russofilia            | Robert Fico      | 42 / 150 | al governo  |
|         | Slovacchia Progressista (PS) Progresívne Slovensko                                                                              | Liberalismo di sinistra, Progressismo                          | Michal Šimečka   | 32 / 150 | Opposizione |
|         | Voce - Socialdemocrazia (HLAS-SD) Hlas - sociálna demokracia                                                                    | Populismo Socialdemocrazia                                     | Peter Pellegrini | 27 / 150 | al governo  |
|         | Slovacchia (precedentemente: "Gente Comune e Personalità Indipendenti", Obyčajní ľudia a nezávislé osobnosti (OĽaNO)) Slovensko | Populismo, conservatorismo                                     | Igor Matovič     | 16 / 150 | Opposizione |
|         | Movimento Cristiano-Democratico (KDH) Kresťanskodemokratické hnutie                                                             | Cristianesimo democratico, conservatorismo sociale, europeismo | Milan Majerský   | 12 / 150 | Opposizione |
|         | Libertà e Solidarietà (SaS) Sloboda a Solidarita                                                                                | libertarismo, liberalismo                                      | Richard Sulík    | 11 / 150 | Opposizione |
|         | Partito Nazionale Slovacco (SNS) Slovenská národná strana                                                                       | conservatorismo nazionale, protezionismo, nazionalismo         | Andrej Danko     | 10 / 150 | al governo  |

### Elezioni

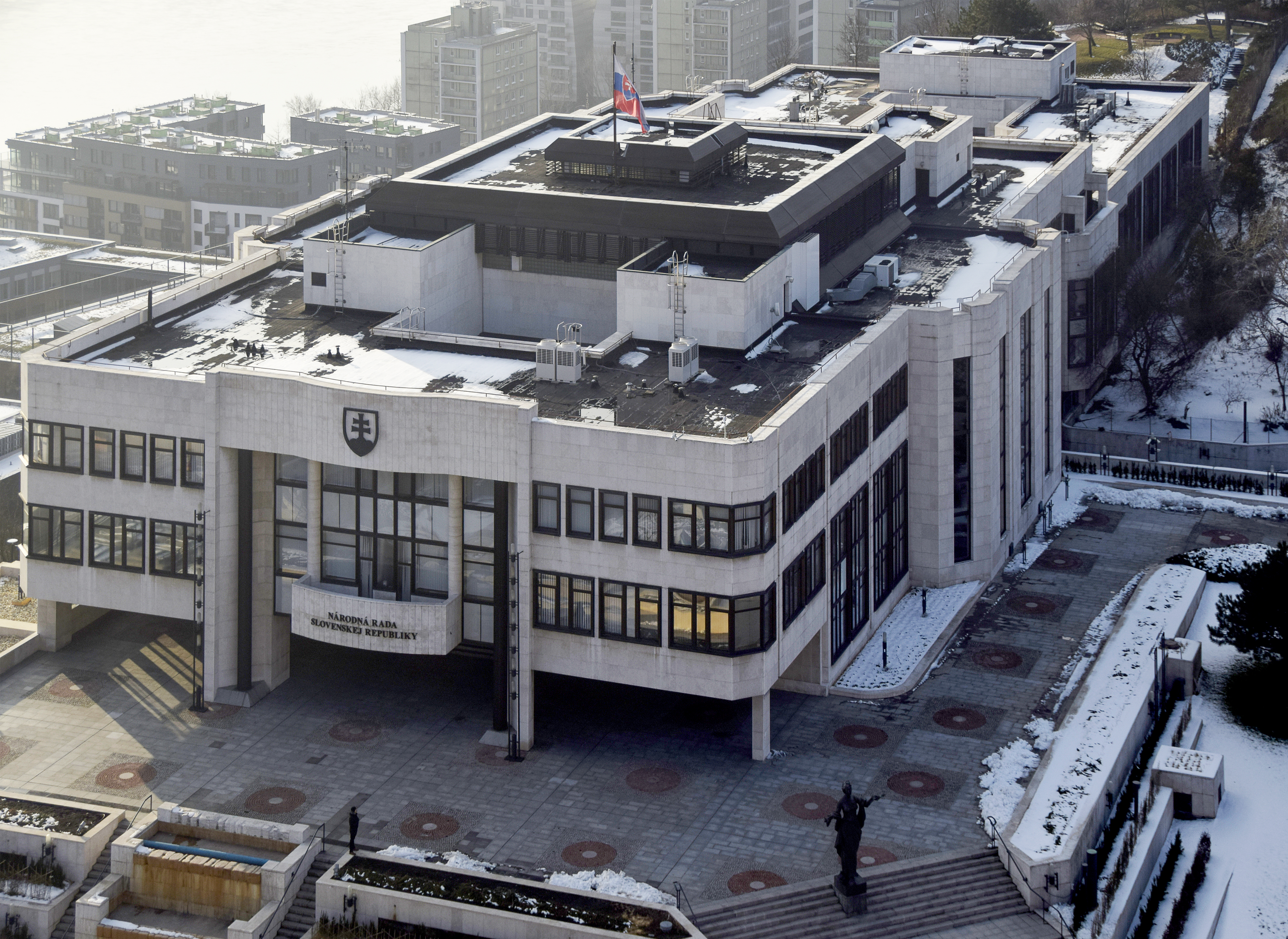
Sede del Consiglio nazionale

Il Consiglio nazionale viene eletto utilizzando il sistema proporzionale. L'intero territorio nazionale forma un'unica circoscrizione elettorale. La soglia di sbarramento è del 5% per i singoli partiti, del 7% per una coalizione fino a tre partiti e del 10% per una coalizione di quattro o più partiti. I voti vengono convertiti in seggi utiizzando il metodo Hagenbach-Bischoff, una variante del metodo D'Hondt. I cittadini hanno la possibilità di votare direttamente i singoli candidati e hanno a disposizione quattro voti di preferenza. Ciò influisce sull'ordine della lista se più del 3% dei voti espressi risulta in voti di preferenza per un solo candidato. Solo allora l'ordine nella lista elettorale cambia in base ai voti di preferenza. Il sistema proporzionale viene utilizzata anche nelle elezioni europee.
Le ultime elezioni parlamentari si sono tenute il 30 settembre 2023 e hanno visto la vittoria, senza però una maggioranza definita, di Robert Fico, leader di Direzione - Socialdemocrazia (SMER-SD), divenuto poi Presidente del Governo il successivo 25 ottobre, per la quarta volta.

## Potere esecutivo

### Governo

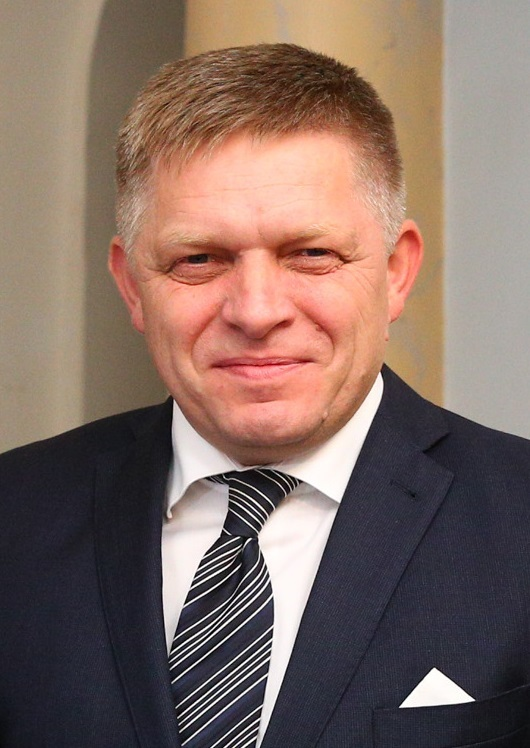
Robert Fico, attuale Presidente del Governo

Il Governo (Vláda) è l’organo deputato all'esercizio del potere esecutivo. Si compone del Presidente del Governo (Predseda Vlády), dei Vicepresidenti (Podpredseda) e dai ministri (minister). I membri del Governo non possono far parte, mentre sono in carica, del Consiglio nazionale. Nel caso in cui si dovesse verificare questa situazione, il mandato parlamentare non può esercitato e il membro del Governo verrà surrogato.
Il Governo è responsabile dinnanzi al Consiglio nazionale, e pertanto ha bisogno della sua fiducia per rimanere in carica. I membri del Governo giurano davanti al Presidente della Repubblica pronunciando un'apposita formula; dopo il giuramento, secondo l'articolo 113 della Costituzione slovacca, il Governo deve presentarsi entro 30 giorni al Consiglio nazionale, dove deve presentare il suo programma e ottenere la fiducia sulla base di questo. La fiducia iniziale è accordata a maggioranza semplice.
Il Consiglio nazionale può licenziare il Governo, o un suo singolo membro, tramite una mozione di sfiducia; questa deve essere presentata da almeno un quinto dei membri del Consiglio e deve essere approvata a maggioranza assoluta. L'approvazione della mozione comporta l'obbligo per il Presidente della Repubblica di revocare il Governo o il ministro sfiduciato. Il Governo può in ogni momento richiedere un nuovo voto di fiducia al Consiglio, ovvero porre la questione di fiducia su un suo provvedimento da approvare. Su proposta del Presidente del Governo, il Presidente della Repubblica può revocare un ministro.
Il Governo delibera come assemblea; per adottare un provvedimento è necessario il consenso della maggioranza dei suoi membri e deve essere presente la maggioranza dei suoi componenti.
L'attuale esecutivo è il quarto Governo Fico, presieduto dal leader di Direzione - Socialdemocrazia (Smer-SD) Robert Fico. Si tratta di un governo di coalizione, in quanto dai risultati delle elezioni nessun partito ha ottenuto la maggioranza in seno al Consiglio nazionale. Smer-SD, partito socialdemocratico definito come populista e russofilo, è coalizzato con Voce - Socialdemocrazia (HLAS-SD) e con il Partito Nazionale Slovacco (SNS); di questi ultimi, il primo è stato fondato dall'attuale Presidente della Repubblica Peter Pellegrini dopo una scissione interna a Smer-SD, mentre il secondo è un partito conservatore e nazionalista. Dal momento che Smer-SD e HLAS-SD si sono coalizzati con un partito di destra, il Partito del Socialismo Europeo (PSE) li ha sospesi entrambi dalla loro affiliazione a quest'ultimo.

### Amministrazione regionale e locale
La Slovacchia è uno Stato unitario. Il territorio nazionale è diviso in otto "regioni autonome" (samosprávny kraj) o "unità territoriali superiori" (vyšší územný celok, VÚC). Essi sono degli enti locali con propri organi di autogoverno direttamente eletti. L'amministrazione a questo livello è responsabilità degli uffici regionali (krajský úrad). L'amministrazione statale è poi ulteriormente suddivisa in uffici distrettuali (okresný úrad), nei 79 distretti slovacchi. Il livello più basso di autonomia è formato dai comuni.

## Potere giudiziario
Il potere giudiziario in Slovacchia consiste nella Corte supremae nelle altre corti. La tutela giurisdizionale nel Paese è garantita dalla Procura generale della Repubblica Slovacca (Generálna prokuratúra Slovenskej republiky). Il primo livello territoriale di tutela giurisdizionale è rappresentato da 45 tribunali locali, raggruppati in 8 tribunali regionali. La Corte suprema è la corte di ultima istanza. A capo della Procura c'è il Procuratore generale, nominato dal Presidente della Repubblica su proposta del Consiglio nazionale.
I giudici vengono nominati e revocati dal Presidente della Repubblica su proposta del Consiglio giudiziario; fatta salva la revoca e il pensionamento obbligatorio, i giudici rimangono in carica senza durata di mandato. Può essere nominato giudice qualsiasi cittadino slovacco che sia eleggibile al Consiglio nazionale, abbia raggiunto l'età di 30 anni, abbia un'istruzione universitaria in giurisprudenza e soddisfi i criteri di capacità giudiziaria che forniscono la garanzia che possa svolgere correttamente l'ufficio di giudice.
La Corte suprema (Najvyšší súd) è la massima autorità giudiziaria del Paese e rappresenta l'ultimo grado di giudizio. Rappresenta la corte di ultima istanza per le corti inferiori. Il Presidente e il Vicepresidente della Corte suprema sono nominati dal Presidente della Repubblica tra i giudici della Corte stessa.

### Corte costituzionale

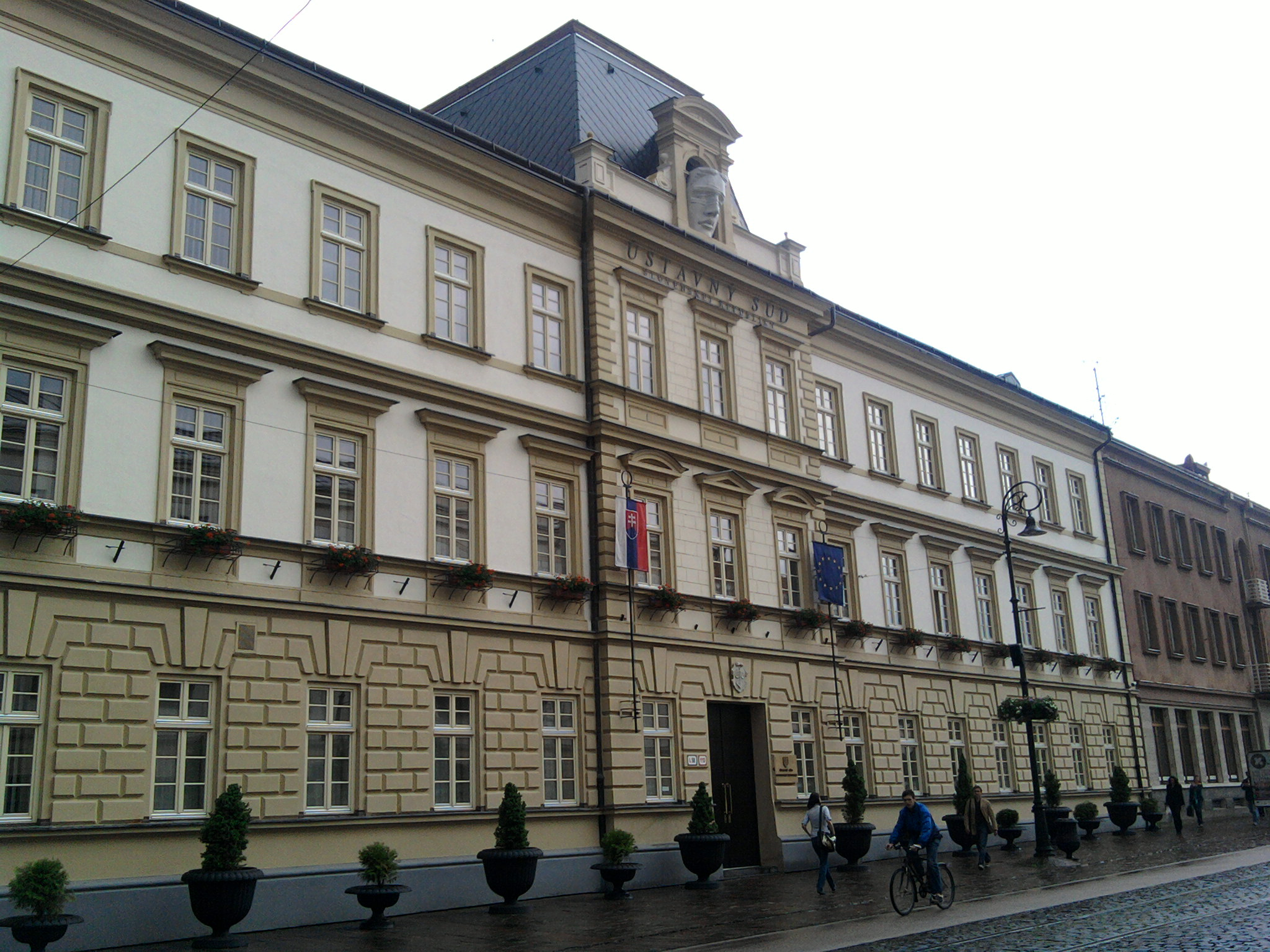
Sede della Corte costituzionale

La Corte costituzionale (Ústavný súd) è il tribunale speciale istituito per la materia costituzionale. La competenza più rilevante di questa Corte è quella di tutelare la Costituzione slovacca ed eventualmente annullare le leggi ritenute incostituzionali, ma effettua il controllo di costituzionalità anche sui trattati internazionali ratificati dalla Repubblica Slovacca e sulle fonti secondarie. La Corte si occupa altresì di verificare la regolarità e la costituzionalità delle elezioni. Le decisioni della Corte sono generalmente inappellabili, salvo quando vi sia un obbligo internazionale.
La Corte costituzionale è composta da 13 giudici nominati dal Presidente della Repubblica per un mandato di 12 anni; tra di essi il Presidente della Repubblica indica anche un Presidente e un Vicepresidente. La discrezionalità del Presidente sulla nomina dei giudici costituzionali e dei vertici della Corte è limitata dal Consiglio nazionale: il Presidente, infatti, può scegliere i giudici sulla base di una lista, proposta dal Consiglio, che consista nel doppio dei giudici da nominare. La Corte costituzionale ha sede a Košice, seconda città del Paese.

### Consiglio giudiziario
Il Consiglio giudiziario (Súdna rada) è l'organo di autocontrollo del sistema giudiziario slovacco, similmente al CSM italiano. In particolare il Consiglio giudiziario verifica che ciascun magistrato nominato abbia una corretta capacità giudiziaria, presenta proposte di nomina e di revoca dei magistrati, decide sulla loro assegnazione e sul loro trasferimento e propone al Governo della Repubblica Slovacca i giudici che devono agire per conto dello Stato negli organi giudiziari internazionali.
Il Consiglio giudiziario si compone di 18 giudici, dei quali:
- 9 eletti dai giudici della Repubblica Slovacca;
- 3 eletti dal Consiglio nazionale;
- 3 nominati dal Presidente della Repubblica;
- 3 eletti dal Governo.

I giudici del Consiglio giudiziario possono essere revocati dall'organo che li ha nominati o eletti.

### Organi minori

#### Ufficio supremo dei conti
L'Ufficio supremo dei conti (Najvyšší kontrolný úrad) svolge le funzioni di corte dei conti, ma non si tratta di un organo giurisdizionale. Tra le sue funzioni, l'Ufficio esegue il controllo sulla gestione delle risorse di bilancio, sulle proprietà e diritti connessi dello Stato, sui bilanci degli enti locali, sulle persone giuridiche con interessi di proprietà dello Stato. Il controllo effettuato dall'Ufficio si applica al Governo, ai comuni e agli enti territoriali, ai fondi pubblici, alle istituzioni statali in genere e a perfone fisiche e giuridiche. L'Ufficio ha un Presidente e un Vicepresidente, entrambi eletti dal Consiglio nazionale.

#### Difensore civico
Il Difensore civico (Verejný ochranca práv) è un organo che protegge i diritti e le libertà fondamentali delle persone fisiche e giuridiche nei procedimenti dinanzi agli organi della pubblica amministrazione. Il Difensore civico è eletto dal Consiglio nazionale per cinque anni, sulla base di un nominativo sostenuto da almeno 15 membri.

## Presidente della Repubblica

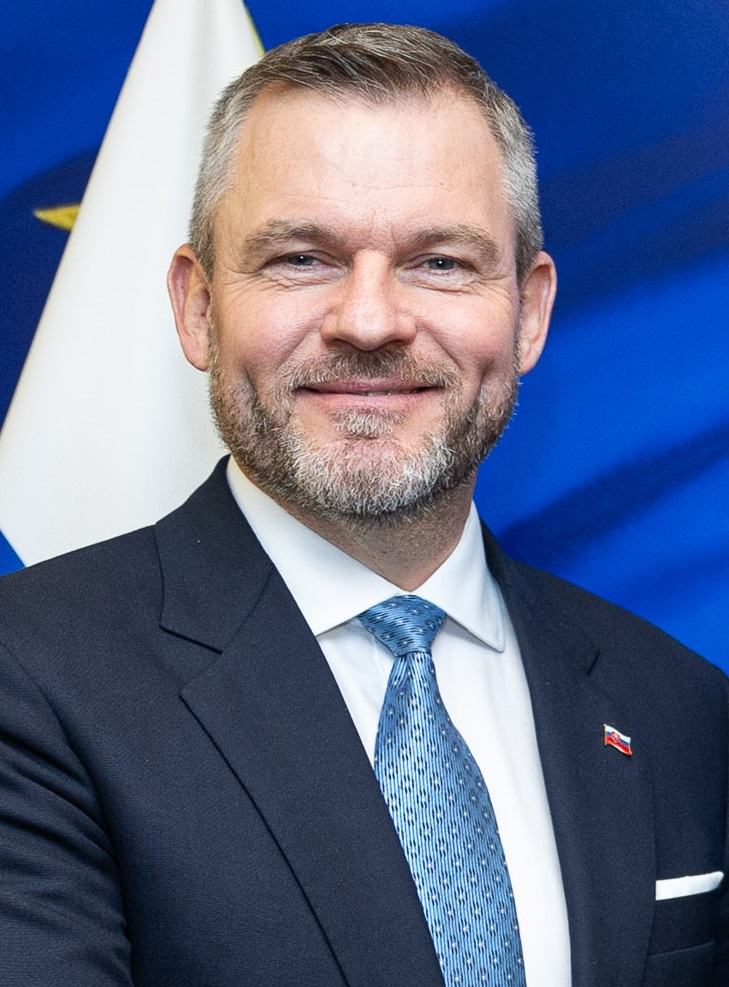
Peter Pellegrini, attuale Presidente della Repubblica

Il Presidente della Repubblica è il capo dello Stato e, secondo gli articoli 101 e 102 della Costituzione slovacca, ha la rappresentanza esterna della Slovacchia e si occupa di assicurare il corretto funzionamento degli organi costituzionali. Egli viene eletto, dal 1999, direttamente dai cittadini ogni 5 anni, a maggioranza assoluta dei voti validi. Se nessun candidato raggiunge tale soglia al primo turno, si tiene un secondo turno cui accedono i due candidati più votati; viene quindi eletto il candidato che riporta il maggior numero di voti. Il Presidente della Repubblica può essere rieletto una sola volta.
Il Presidente nomina autonomamente il Presidente del Governo e, su raccomandazione di quest'ultimo, nomina e revoca i ministri. Al Presidente della Repubblica spetta la negoziazione e la ratifica dei trattati internazionali, salva delega al Governo o a un suo singolo membro, e fatti salvi i casi nei quali occorre il previo consenso del Consiglio nazionale. In determinate situazioni può sciogliere il Consiglio nazionale. Nel processo legislativo firma le leggi e ha diritto di veto sospensivo: in questo modo può rinviare un progetto di legge al Consiglio nazionale, formulandovi delle annotazioni, ma in caso di nuova approvazione da parte del Consiglio la legge viene promulgata. Nomina i giudici della Corte costituzionale e il Procuratore generale. Può concedere l'amnistia e la grazia.
Il Consiglio nazionale può, a maggioranza dei tre quinti dei suoi membri, avviare un processo di destituzione del Presidente della Repubblica, che consiste in un referendum. Se i cittadini confermano in carica il Presidente, questo viene automaticamente rieletto e il Consiglio nazionale viene sciolto entro 30 giorni.
L'ufficio di Presidente della Repubblica in Slovacchia, come in altri Paesi dell'Europa centro-orientale è particolare. La forma di governo slovacca viene infatti spesso indicata come quella di una repubblica parlamentare. Alcuni studiosi, come il politologo francese Maurice Duverger o il giurista italiano Mauro Volpi classificano la Slovacchia come una repubblica semipresidenziale, similmente alla Cechia, esistendo nell'esperienza slovacca sia il rapporto di fiducia tra il Governo e il Parlamento, sia l'elezione diretta del Capo dello Stato. Il sistema slovacco viene talvolta descritto come un regime semipresidenziale a prevalenza parlamentare.

## Politica estera
La Slovacchia fa parte dell’UE e della NATO dal 2004, mentre è entrata nella zona euro nel 2009. Nonostante ciò l'orientamento della politica estera del Paese è stato soggetto a forti variazioni sin dalla sua indipendenza. Si contrappongono infatti il concetto di una politica estera basata sull'equilibrio tra Russia e Occidente e quello di una politica estera decisamente filo-occidentale. Il primo è stato sostenuto dal Presidente del Governo Vladimír Mečiar negli anni '90 ed è stato nuovamente propagato dal 2006 in poi, dai governi presieduti da Robert Fico. Una politica estera atlantista è stata invece perseguita dai governi di Mikuláš Dzurinda (1998-2006) e Iveta Radičová (2010-2012), che hanno anche sostenuto le operazioni militari della NATO nella guerra del Kosovo, in Afghanistan, in Iraq e in Libia. Fico, invece, si schierò apertamente con la Russia durante la guerra in Georgia nel 2008 e respinse lo scudo missilistico in Europa centrale, voluto dagli Stati Uniti; si scherò contrariamente anche all'indipendenza del Kosovo. Nel 2014, nel contesto dell’annessione della Crimea da parte della Russia, il Presidente del Governo Fico dichiarò che la Slovacchia avrebbe rifiutato le sanzioni “insensate” contro la Russia in quanto causa di “danni significativi” alla Slovacchia.
Per quanto riguarda gli Stati confinanti, la Slovacchia ha i rapporti migliori con la Cechia. Oltre agli stretti rapporti economici, anche la simpatia reciproca tra i due Paesi, che all'inizio degli anni Novanta erano ancora interessati da conflitti nazionali, è cresciuta costantemente dalla loro indipendenza nel 1993. I capi di Stato e di governo neoeletti dei due paesi, indipendentemente dal loro orientamento politico, tradizionalmente effettuano la loro prima visita all’estero nella capitale dell’altro Paese.
I rapporti con l’Ungheria erano in passato i più difficili. Storicamente furono influenzati dall'assoggettamento secolare degli slovacchi al Regno d'Ungheria, il cui governo cercò di assimilare con la forza i popoli non magiari dell’Ungheria nel XIX secolo attraverso una politica repressiva di magiarizzazione, così come l’occupazione delle regioni meridionali e della Rutenia subcarpatica da parte delle truppe ungheresi prima della seconda guerra mondiale (si vedano: primo arbitrato di Vienna e guerra slovacco-ungherese). L'esercito ungherese fu coinvolto anche nella repressione della Primavera di Praga nel 1968, in quanto membro del Patto di Varsavia. Dall'indipendenza della Slovacchia nel 1993 i rapporti tra i due Paesi sono stati caratterizzati da controversie ricorrenti riguardanti la minoranza ungherese in Slovacchia, la centrale idroelettrica di Gabčíkovo (situata nei presi del confine tra i due Stati) e i decreti Beneš, che colpirono anche gli ungheresi che vivevano nell'allora Cecoslovacchia. Tuttavia, con la presidenza del Governo detenuta da Robert Fico, gli osservatori sostengono ci sia stato un netto miglioramento nei rapporti tra il governo slovacco e quello ungherese di Viktor Orbán, poiché entrambe le parti sono più caute sulla questione delle minoranze.
Le relazioni bilaterali con l’Austria non sono storicamente gravose. L'unico punto di oggetto di controversie è la centrale nucleare di Bohunice. Nella sua politica energetica, la Slovacchia insiste sul mantenimento dell'energia nucleare, mentre l'Austria richiede corrispondenti standard di sicurezza.
I rapporti con la vicina Polonia possono essere definiti buoni e privi di conflitti. La Slovacchia ha avuto in passato buoni rapporti con il suo vicino orientale e più grande, l'Ucraina; tuttavia a seguito della crisi del gas nel 2009, della guerra del Donbass e della successiva invasione da parte della Russia, i rapporti tra il governo di Kiev e quello di Bratislava sono notevolmente peggiorati, in particolare col quarto governo Fico: questo, infatti, si rifiuta di inviare materiale bellico in Ucraina. Il premier slovacco ha inoltre attaccato l'Ucraina, sostenendo che non sia un "paese sovrano", che sia tra i più corrotti del mondo, che il suo governo sia "sotto il totale controllo" degli Stati Uniti e che "non entrerà mai nella NATO".
Con l’inizio della crisi europea dei migranti, a partire dal 2015, la Slovacchia è stata uno dei Pesi che si è maggiormente opposto a una quota di redistribuzione nell’UE per i rifugiati in arrivo. Il governo slovacco sosteneva che non avrebbe dato rifugio a profughi musulmani, sostenendo che l'integrazione sia "impossibile". Nell'intero anno 2015 solo 169 persone hanno presentato domanda di asilo politico in Slovacchia, e a otto di loro è stato concesso.